# Saille
Saille ist eine belgische Black-Metal-Band, die 2009 von Dries Gaerdelen gegründet wurde. Der Name Saille kommt aus der altirischen Ogham-Schrift und bedeutet Trauerweide.
Saille hat von 2011 bis 2017 vier Studioalben veröffentlicht. Die Band ist dafür bekannt, dass sie klassische Instrumente (wie Cello, Violine, Kornett, Euphonium) in den Arrangements und auch bei den Aufnahmen selbst verwenden. Daneben werden verschiedene Gesangsstile in ihrer Musik kombiniert (Black Screams und Death Growls sowie klarer Gesang).

## Geschichte

### Gründung (2009–2010)
Saille entstand als einmaliges Projekt von Dries Gaerdelen (Keyboard). Während der Aufnahmen von Irreversible Decay im Jahre 2009 wuchs aber die Idee, doch eine aktive Band zu formieren. Im Sommer 2010 wurde eine feste Bandbesetzung zusammengestellt. Die Zusammenarbeit mit Jonathan Vanderwal (Gitarre und Gesang) folgte aus früheren Projekten. Kurz nach dem Beginn wurden Gert Monden (Schlagzeug) und Reinier Schenk (Gitarre) feste Mitglieder.

### Irreversible Decay (2011)
Ende 2009 begannen die Aufnahmen des ersten Albums Irreversible Decay im Shumcot Studio, Belgien. Da viele Stücke von klassisch geschulten Musikern aufgenommen werden mussten, dauerte die Aufnahmeperiode mehrere Monate. Das Debüt war im September 2010 fertig und wurde am 4. März 2011 beim italienischen Musiklabel Code666 Records veröffentlicht.
Sailles erster Auftritt fand im Januar 2011 statt. Wegen der vielen positiven Besprechungen für Irreversible Decay und des soliden Live-Renommees konnten Saille überall in Belgien die Bühnen betreten. Als Werbung für das Debüt wurde im März 2011 ein Video für den Song Plaigh Allais herausgebracht. Im November desselben Jahres verließ Jonathan Vanderwal (Gesang) Saille, weil er für sich selbst keine Rolle als Frontmann der Band sah. Er wurde darauf von Dennie Grondelaers ersetzt.
Vielfältige Auftritte besorgten der Band schon im Juni 2012 einen Platz auf dem bekannten jährlichen Festival Graspop Metal Meeting. Im Dezember 2012 spielten sie auch noch auf dem jährlichen Eindhoven Metal Meeting.

### Ritu (2013)
Im Juli 2012 zog Saille wieder zum Shumcot Studio für die Aufnahmen des zweiten Albums. Die Texte, inspiriert von Todesriten in alten Kulturen in Kombination mit Dennie Grondelaers’ Interesse für H.P. Lovecraft und Cthulhu, geben dem Album eine dunklere Atmosphäre. Genauso wie im ersten Album fügten klassisch geschulte Musiker die echten Klänge verschiedener Instrumente hinzu (wie Flügelhorn, Cello, Violine, Theremin, Tuba, Posaune).
Während der Aufnahmen kehrte auch Jonathan Vanderwal zurück, diesmal als Gitarrist. Er ersetzte Yves Callaert, der die Band kurz vor den Aufnahmen verlassen hatte. Ritu erschien am 18. Januar 2013 als Digipak.
Nach der Veröffentlichung des zweiten Albums wurde 2013 ein sehr belebtes Jahr für Saille. Sie gingen im Januar auf ihre erste Tour mit Negură Bunget, gefolgt von mehreren Auftritten in Belgien und den Niederlanden, als Vorgruppe von Bands wie Textures, VON, Winterfylleth und The Monolith Deathcult. Auch wurde ein Video zum Öffnungstrack Blood Libel herausgebracht.
Das letzte Konzert im Jahr 2013 fand in Dänemark auf dem Black Winter Fest in Kopenhagen statt.

### Eldritch (2014)
Im Mai 2014 begannen in verschiedenen Studios die Aufnahmen für Eldritch. Diesmal wurden auch klassische Instrumente wie ein Flügelpiano und eine 100 Jahre alte Pianola sowie ein kleiner Chor verwendet. Mixing und Mastering übernahm Klas Blomgren aus Schweden.
Im Oktober 2014 wurde Bassist Kristof Van Iseghem als Ersatz für Didier Vancampo dem Line-Up hinzugefügt.

### Gnosis (2017)
Das vierte Album mit dem Titel „Gnosis“ wurde am 13. März 2017 bei Code666 Records veröffentlicht.
Am 11. Juli 2017 kündigte Saille an, dass Sänger Dennie Grondelaers die Band verlassen hatte. Darauf wurde Xavier De Schuyter als Ersatz vorgestellt.

## Besetzung

### Aktuell
- Xavier De Schuyter – Gesang (Juli 2017 – heute)
- Reinier Schenk – Gitarre (September 2009 – heute)
- Collin Boone – Gitarre (Juli 2016 – heute)
- Kevin De Leener – Schlagzeug (September 2013 – heute)
- Kristof Van Iseghem – Bass (Oktober 2014 – heute)

### Ehemalige
- Yves Callaert – Gitarre (Oktober 2010 – August 2012)
- Gert Monden – Schlagzeug (September 2009 – September 2013)
- Didier Vancampo – Bass (Oktober 2010 – August 2014)
- Jonathan Vanderwal – Gitarre (Gesang September 2009–2011 & Gitarre September 2012 – Mai 2016)
- Dries Gaerdelen – Keyboard (Juni 2009 – August 2016)
- Dennie Grondelaers – Gesang (Dezember 2011 – Juli 2017)

## Diskografie
- 2011: Irreversible Decay (Code666 Records)
- 2013: Ritu (Code666 Records)
- 2014: Eldritch (Code666 Records)
- 2017: Gnosis (Code666 Records)